# Marc René Marie de Sahuguet d'Amarzit d'Espagnac
Marc René Marie d'Amarzit de Sahuguet, d'Espagnac (26. září 1752, Brive –  5. dubna 1794, Paříž) byl literát a burzovní spekulant, který sehrál klíčovou roli ve velkých spekulacích na burze za vlády Ludvíka XVI.

## Životopis
Byl žákem Voltaira a publikoval několik děl, ve kterých kritizoval monarchii a duchovenstvo.
Byl radním pařížského parlamentu a kanovníkem u Notre-Dame. U dvora zastával funkci kazatele. Když byl vybrán, aby kázal na Zelený čtvrtek před králem v roce 1780, zahrnul do své homilie takové provokace, že Jacques Necker, kterému byl jeho text předložen předem, ačkoliv byl sám protestant, mu nařídil, aby se prohlásil za nemocného, aby nemusel kázat takové  obludnosti.
Abbé d'Espagnac poté zanevřel na dvůr a byl přijat u Orléanských v Palais-Royal.
Byl také přítelem Charlese Alexandra de Calonne. Pustil se s ním do spekulací s Compagnie des Indes, ale po riskantních spekulacích s akciemi Compagnie des Indes, během nichž navzdory ochraně Calonne narazil na zájmy finančníka Étienna Clavièra a barona Jeana de Batze zbankrotoval a strávil nějaký čas ve vězení.
Poté, co abbé d'Espagnac sepsal seznam stížností v Montfort-l'Amaury, byl velmi zklamán, že nebyl zvolen do generálních stavů. Spojil se s agitátory v žoldu Ludvíka Filipa Orleánského. Účastnil též útoku na Bastilu. Vstoupil do klubu jakobínů po jeho vzniku, kde vystupoval proti náboženství a za znárodnění majetku církve . Po ustavení Ústavodárného shromáždění se vrhl do revoluce, která mu mohla umožnit vydělat nové jmění.
Espagnac spekuloval na poklesu asignátu a vzestup reálných cen. Jako přítel a chráněnec Françoise Chabota, Juliena de Toulouse, Camille Desmoulins, obchodníků, kteří tíhli k dantonistům, i samotného Georgese Jacquese Dantona, získal od generála Josepha Servana de Gerbey mimo jiné kontrakt na vojenské povozy. Založil společnost pro vojenské dodávky, zabývající se především silniční dopravou.
Velmi rychle se spojil s generálem Charlesem Françoisem Dumouriezem. Nechal si od armády nakoupit koně a vybavení, které jí zpětně pronajímal. Za to byl v listopadu 1792 Konventem obviněn, byl zatčen, ale dokázal se v únoru 1793 uhájit. Měl však nepřátele – Pierre Joseph Cambon, Étienne Clavière, Jean-Nicolas Pache, nový ministr války byli protivníci přímo jeho ochránce Charlese Françoise Dumourieze.
Krátce poté byl obviněn ze spoluviny s Charlesem Françoisem Dumouriezem, který mezitím přešel k Rakušanům. Komise ho obvinila ze zpronevěry kolem dvaceti pěti milionů livrů. Po účasti na likvidaci Compagnie des Indes (1794) byl zatčen a souzen revolučním tribunálem. Byl odsouzen k trestu smrti a spolu s dantonisty popraven 16. germinalu roku II (5. dubna 1794).